# Tower Plaza (Ann Arbor)
Tower Plaza es el edificio más alto de Ann Arbor, una ciudad del estado de Míchigan (Estados Unidos). Está ubicado en 555 East William Street. El rascacielos se propuso por primera vez en 1965 y luego se construyó en 1969. Tiene 26 pisos. La antena mide 292 pies de alto y el techo mide 81 m altura. Fue diseñado en el estilo internacional, principalmente con hormigón y vidrio . Originalmente un edificio de apartamentos residencial, se convirtió en condominios de propiedad individual en 1987. Tower Plaza también tiene la mayor cantidad de botones de cualquier ascensor en Ann Arbor.
Tower Plaza está situado cerca de la Universidad de Míchigan, campus de Ann Arbor, y está a 16 km de la U.S. Highway 12 (US 12, Michigan Avenue), US 23 e Interstate 94.

## Descripción
Tower Plaza es el edificio más alto de Ann Arbor. (El siguiente edificio más alto es University Towers, con 18 pisos). Su altura resultó controvertida y motivó a la ciudad a adoptar un límite de altura poco después de su construcción. Presenta una cara sólida en el lado oeste y una estrecha columna de ventanas en el centro del lado este.
En un día despejado, alguien mirando desde los pisos más altos puede ver el Renaissance Center en Detroit, a unos 64 km de distancia.
El edificio tiene múltiples antenas en el techo, una de ellas es el transmisor de la estación de radio WQKL.

## Galería

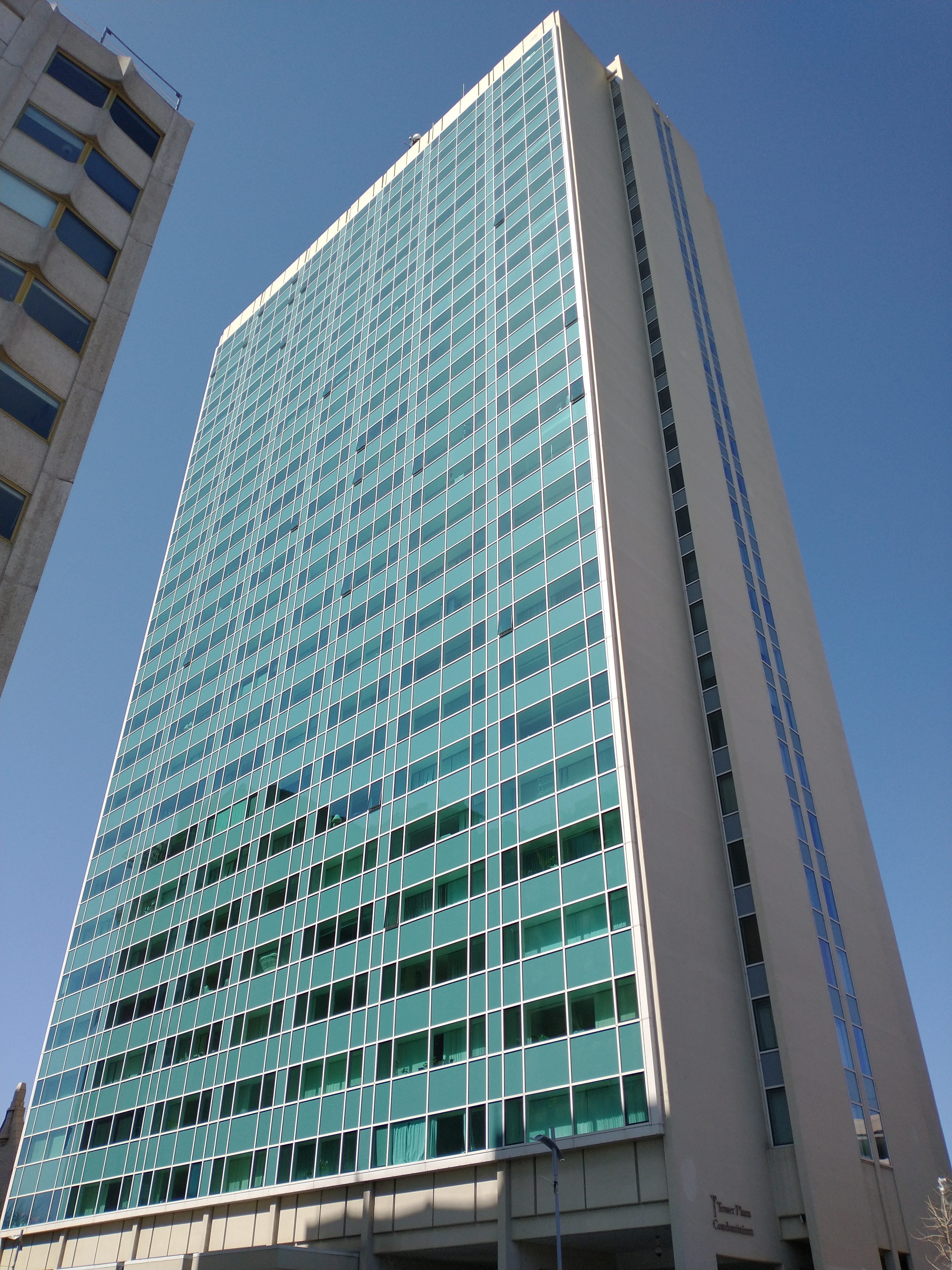
Vista desde la calle
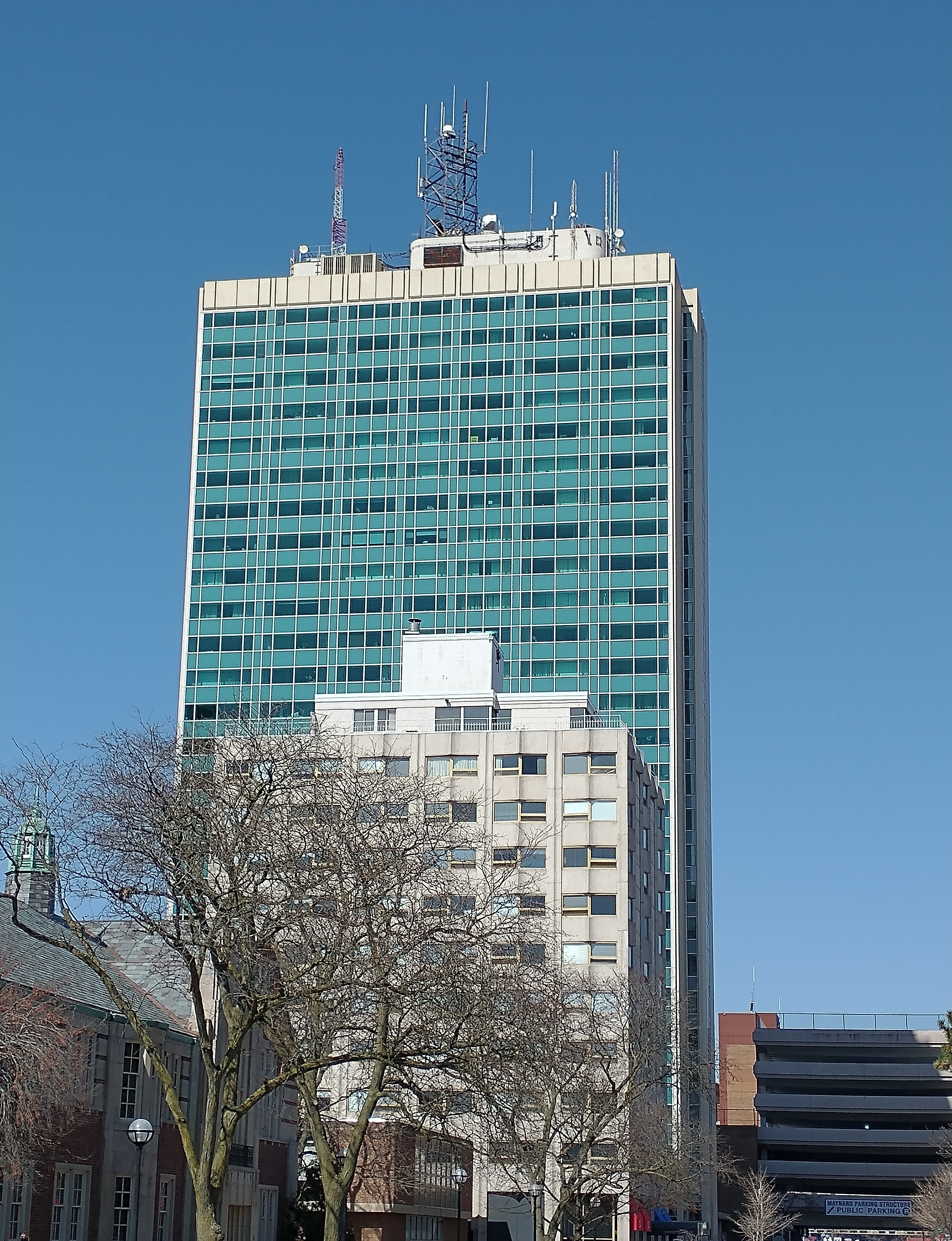
Vista frontal